# Фон Вильд, Рут
Рут фон Вильд (Барселона, 3 августа 1912 г. — Тун, 26 апреля 1983 г.) была швейцарской учительницей и активисткой из Барселоны, работавшей в организации Ayuda Suiza, помогая детям, пострадавшим от гражданской войны в Испании.

## Биография
Рут фон Вильд родилась в швейцарской семье в Барселоне. Ее отцом был инженер Эрнест фон Вильд, который работал заместителем директора электроэнергетической компании Central Catalana d’Electricitat со швейцарским капиталом.
Рут изучала французский язык в Университете Невшателя и работала учителем в Швейцарской школе Барселоны, которая была создана по большей части для швейцарской общины, постоянно проживающей в городе.
После того, как школа, в которой она работала, закрылась из-за гражданской войны в Испании, Рут переехала в Англию с целью закончить образование. Однако она вернулась в Барселону в августе 1938 года, чтобы участвовать в Швейцарском комитете помощи детям Испании в качестве волонтера Международной гражданской службы, возглавлявшей Швейцарский комитет помощи детям. В Барселоне в сотрудничестве с квакерами была задействована в оказании материально-технической поддержки другим местным организациям, например, Ajut Infantil de Reraguarda, чья деятельность заключалась в создании лагерей для детей-беженцев. Она также отправляла пожертвования от населения Швейцарии в различные приюты и столовые в Каталонии с помощью волонтеров Рюди Грубенманна и Ханса Зейера, которые вели конвои.
В период с конца января по начало февраля 1939 года члены комитета покинули Барселону вместе с мирным населением, спасающимся бегством во Францию. Швейцарский комитет помощи детям Испании был реорганизован на юге Франции. В это время Рут фон Вильд руководила поселением для испанских детей-беженцев (швейцарское поселение Шато дю Лак) в Сижане (Од), действовавшим с мая 1939 по май 1940 года. Поселение поддерживали Вилли Бегерт, который позже стал первым международным секретарем SCI, и польский врач Габриэль Эрслер, который являлся бывшим бригадиром.
В конце 1940-х годов возглавила другое поселение того же образования в Принжи (Верхняя Савойя), недалеко от границы с Швейцарией. Данное поселение предназначалось для детей, пострадавших из-за Второй мировой войны, в основном французов, но были также и другие национальности, например, евреи, которые пережили нацистские преследования. Одной из таких детей была Марго Викки-Шварцшильд, которая родилась в 1931 году. В итоге, в 1942 году это поселение было передано Швейцарскому Красному Кресту.
После Второй мировой войны продолжала участвовать в акциях солидарности. В период с 1946 по 1961 год, являясь членом Швейцарской протестантской церковной службы, она содержала приют для детей из неблагополучных семей в Германии, а затем, до 1974 года, — приют в швейцарском кантоне Санкт-Галлен.
Рут фон Вильд умерла в Туне (Швейцария) в 1983 году.